# Turn-by-Turn-Navigation
Turn-by-Turn-Navigation ist die Fähigkeit von Navigationssystemen, bei einer Nutzung von Straßen, Flüssen oder sonstigen vorgegebenen Fahrwegen auf die zum Erreichen des Ziels erforderlichen Richtungs- oder Fahrspurwechsel (z. B. in Form eines Abbiegens) rechtzeitig hinzuweisen.
Die ersten Geräte mit Turn-by-Turn-Navigation (etwa ab dem Jahr 1999) zeigten hinsichtlich der nächsten Richtungsänderung nur einfache grafische Symbole (Pfeile etc.) und den Abstand (z. B. in Metern) an, um auf die nächste Richtungsänderung hinzuweisen. Ab dem Jahr 2004 angebotene Geräte verfügen durchweg über die Möglichkeit, die zu nutzende Strecke (Straßen, Flüsse, Wanderwege) anhand von konkreten Wege- oder Landkarten darzustellen.